# A1 (Jamaica)
De A1 is een weg op Jamaica. De weg loopt vanaf de hoofdstad Kingston via Spanish Town naar de noordkant van het eiland. Daar loopt de door plaatsen als Saint Ann's Bay, Falmouth, Montego Bay en Lucea. De A1 eindigt in Negril in het uiterste westen van Jamaica.

## Kruisingen met andere A-wegen
- A2, in Spanish Town en Negril
- A3, in Kingston en Saint Ann's Bay
- A4, in Kingston

T1 · T2 · T3
A1 · A2 · A3 · A4
B1 · B2 · B3 · B4 · B5 · B6 · B7 · B8 · B9 · B10 · B11 · B12 · B13